# Zend Server
Zend Server to linia produktów serwera aplikacji PHP wydawana przez Zend Technologies, utworzona na początku roku 2009 wraz z pomocą techniczną dostępną dla systemu Windows i Linux. Serwer dostępny jest w dwóch wersjach, Zend Server i Zend Server Community Edition. Zend Server obsługuje architekturę x86 i x64 i systemy Red Hat Enterprise Linux, CentOS, Fedora Core, Oracle Enterprise Linux, Debian i Ubuntu, a z rodziny Windows Zend Server obsługuje systemy Windows Server 2003/2008, XP, Vista i 7. Na konferencji Zendcon 2009 Zend przedstawił publiczną betę Zend Server 5.0.

## Funkcjonalność

### Zend Server
- Natywna instalacja – Windows MSI, Debian deb, Red Hat yum
- Certyfikowana wersja PHP
- Zend Framework – instalowany i aktualizowany jako składnik serwera
- Integracja z Apache i IIS
- Java connector – integruje funkcjonalność Javy w formie kodu PHP
- Konsola administratora dostępna w przeglądarce
- Interfejs debuggera
- Akceleracja bytecode'u – przechowuje skompilowany kod PHP, odciążając procesor i dysk.
- API cache'owania danych
- Cache'owanie stron
- Monitorowanie aplikacji – monitoruje funkcjonowanie PHP w każdym żądaniu pod kątem:
  - błędów funkcji
  - błędów baz danych
  - powolnego wykonywania funkcji
  - powolnego wykonywania zapytań do bazy
  - powolnej obsługi żądań
  - wysokiego zużycia pamięci
  - sprzecznego rozmiaru zwracanych danych
  - nieprzechwyconych wyjątków Java
  - zdarzeń sprecyzowanych przez użytkownika
  - poważnych błędów PHP
  - błędów PHP
- Diagnostyka problemów z aplikacją
- Zend Download Server (tylko Linux) - pozwala na pobieranie dużych plików, takich jak filmy bez spowalniania głównego serwera
- Aktualizacja oprogramowania

### Zend Server CE
Zend Server Community Edition zawiera część funkcji dostępnych w pełnej wersji Zend Server i pracuje pod kontrolą systemów Windows, Linux i OS X.
- Natywna instalacja – Windows MSI, Debian deb, Red Hat yum
- Certyfikowana wersja PHP
- Zend Framework – instalowany i aktualizowany jako składnik serwera
- Integracja z Apache i IIS
- Java connector – integruje funkcjonalność Java jako kodu PHP
- Konsola administratora dostępna w przeglądarce
- Interfejs debuggera
- Akceleracja bytecode'u – przechowuje skompilowany kod PHP, odciążając procesor i dysk.
- API cache'owania danych

### Zend Server Cluster Manager
- Klastrowanie sesji
- Agregacja monitorowania zdarzeń
- Agregacja śledzenia kodu
- Konfiguracja klastra
- Powiadomienia w przypadku dodania lub usunięcia serwera z klastra
- Powiadomienia, gdy synchronizacja węzła serwera zakończy się niepowodzeniem